# E3 2012
La Electronic Entertainment Expo 2012, comunament conegut com a E3 2012, va ser la 18ª celebració de la Electronic Entertainment Expo. L'esdeveniment va tenir lloc a Los Angeles Convention Center a Los Angeles, Califòrnia. Va començar el 5 de juny de 2012 i va finalitzar el 7 de juny de 2012, amb 45.700 assistents totals. Va ser televisat per Spike i s'ha retransmès en línia a ordinadors, dispositius mòbils, PlayStation Home i Xbox Live a través de l'aplicació de IGN. Aquest va ser l'últim esdeveniment transmès per G4.

## Rodes de premsa
Abans de l'espectacle, diverses empreses van fer anuncis sobre els seus productes. Nintendo va donar a conèixer un nou disseny per al controlador de la Wii U, ara conegut com a Wii U GamePad, juntament amb la consola lleugerament modificada. Cadascun dels tres grans productors de la consoles també ha celebrat o planificat conferències de premsa.

### Konami
Konami va celebrar el seu segon saló pre-E3 anual el 31 de maig de 2012.

### Microsoft
La conferència de premsa de Microsoft va tenir lloc el 4 de juny de 2012 a les 9:30 a.m. (PDT) al Galen Center. Era coneguda com a "Xbox: Entertainment Evolved," a la vora de Halo: Combat Evolved. Es va transmetre a Xbox Live i es va reproduir en directe a SPIKE TV.
Durant la conferència, la companyia va mostrar imatges de les properes seqüeles Halo 4, Call of Duty: Black Ops II, i Resident Evil 6. També va mostrar noves entrades en franquícies clàssiques, inclosos els jocs de Tomb Raider, Forza Horizon, South Park: The Stick of Truth, i molts altres. També va anunciar noves propietats intel·lectuals, incloent-hi Ascend: Hand of Kul i LocoCycle.
L'empresa va ampliar la seva formació de Kinect amb diversos títols nous. L'animador Usher va fer una aparició per demostrar el joc de ball Dance Central 3. S'ha anomenat un joc de castell de naufragi Wreckateer també es va demostrar. Matter, també es va mostrar un títol exclusiu de Xbox 360 per al Kinect.
Microsoft també va donar a conèixer funcions ampliades d'entreteniment i multimèdia per a la Xbox 360. La companyia va anunciar noves associacions de continguts esportius, inclosos aquells amb la National Basketball Association, National Hockey League, i ESPN per portar el seu contingut a la consola. Xbox Music també es va revelar, que portarà la marca Xbox a Windows 8. La companyia va donar a conèixer Internet Explorer 10 per a la consola, que es pot controlar mitjançant tauletes. El fabricant de la consola també va anunciar Xbox SmartGlass, una tecnologia dissenyada per permetre jugar experiències des de dispositius mòbils, fins i tot aquells que s'executen en sistemes operatius Windows 8 i Windows Phone.

### Electronic Arts
Electronic Arts va prendre l'escenari el 4 de juny a les 1:00 p.m. (PDT), mostrant deu títols o famílies de títols. S'hi van incloure jocs com ara Crysis 3, Dead Space 3, Medal of Honor: Warfighter, Need for Speed: Most Wanted i SimCity.

### Ubisoft
Ubisoft va celebrar una roda de premsa el 4 de juny a les 3:00 p.m. (PDT), que mostrava molts títols incloent-hi Assassin's Creed III, Far Cry 3, Just Dance 4, Rayman Legends, Tom Clancy's Splinter Cell: Blacklist, Watch Dogs i ZombiU.

### Sony
Sony va celebrar una roda de premsa el 4 de juny a les 6:00 p.m. (PDT) a Los Angeles Memorial Sports Arena. Sony i els seus socis van mostrar títols existents, inclosos els primers jocs de partit com God of War: Ascension, PlayStation All-Stars Battle Royale i The Last of Us i jocs de tercers com Assassin's Creed III i Far Cry 3.
Sony també va anunciar un nou títol anomenat Beyond: Two Souls.
Sony va proporcionat actualitzacions al marc mòbil de PlayStation Suite, que el canvia de nom a PlayStation Mobile i afegint a HTC com a soci. També va donar a conèixer el sistema de lectura de realitat augmentada Wonderbook.

### Nintendo
Nintendo va celebrar una roda de premsa el 5 de juny a les 9:00 am (PDT) al Nokia Theatre. La companyia va mostrar 23 títols de Wii U, inclosos els primers jocs de partit com Pikmin 3, i New Super Mario Bros. U, i jocs de tercers com Batman: Arkham City: Armored Edition, Scribblenauts Unlimited, i ZombiU. La companyia també va mostrar jocs més casuals, incloent-hi Wii Fit U i Nintendo Land.
L'endemà, 6 de juny, Nintendo va celebrar una conferència de "aparador de programari més petita" basada únicament en la Nintendo 3DS, presentant nou contingut i jocs com ara New Super Mario Bros. 2, Paper Mario: Sticker Star i Luigi's Mansion: Dark Moon.

## Llista d'expositors notables
| - 2K Games - Activision - Alienware - Atari - Bethesda Softworks - Bohemia Interactive - Capcom | - Crytek - Disney Interactive - Electronic Arts - Havok - Konami - Microsoft - Namco Bandai Games | - Nintendo - Nvidia - Riot Games - Sega - Sony - Sony Online Entertainment - Square Enix | - Koei Tecmo - Trion Worlds - Ubisoft - Valve Corporation - Wargaming - Warner Bros. - Zynga |

## Llista de jocs destacats
| 2K Games - Borderlands 2 (PC / PS3 / Xbox 360) - NBA 2K13 (PC / PS3 / PSP / Wii / Wii U / Xbox 360) - Spec Ops: The Line (PC / PS3 / Xbox 360) - XCOM: Enemy Unknown (PC / PS3 / Xbox 360) Activision - Call of Duty: Black Ops II (PC / PS3 / Xbox 360) - Family Guy: Back to the Multiverse (PC / PS3 / Xbox 360) - Skylanders: Giants (3DS / PS3 / Wii / Wii U / Xbox 360) - The Amazing Spider-Man (PC / 3DS / DS / PS3 / Wii / Xbox 360) - Transformers: Fall of Cybertron (PC / PS3 / Xbox 360) Atlus - Persona 4 Arena (PS3 / Xbox 360) - The Testament of Sherlock Holmes Bethesda Softworks - Dishonored (PC / PS3 / Xbox 360) - The Elder Scrolls Online (PC) Bohemia Interactive - ARMA 3 (PC) - Carrier Command: Gaea Mission (PC / Xbox 360) Capcom - Resident Evil 6 (PC / PS3 / Xbox 360) - DmC: Devil May Cry (PC / PS3 / Xbox 360) - Lost Planet 3 (PC / PS3 / Xbox 360) Disney Interactive Studios - Epic Mickey 2: The Power of Two (PC / PS3 / Wii / Wii U / Xbox 360) - Epic Mickey: Power of Illusion (3DS) Electronic Arts - Command & Conquer (videojoc del 2013) (PC) - Crysis 3 (PC / PS3 / Xbox 360) - Dead Space 3 (PC / PS3 / Xbox 360) - FIFA 13 (3DS / PC / PS2 / PS3 / PSP / PS Vita / Wii / Wii U / Xbox 360) - Madden NFL 13 (PS3 / PS Vita / Wii / Wii U / Xbox 360) - Medal of Honor: Warfighter (PC / PS3 / Xbox 360) - NBA Live 13 (PS3 / Xbox 360) - NCAA Football 13 (PS3 / Xbox 360) - Need for Speed: Most Wanted (PC / PS3 / PS Vita / Wii U / Xbox 360) - NHL 13 (PS3 / Xbox 360) - SimCity (PC) | Harmonix - Dance Central 3 (Xbox 360) - Rock Band Blitz (PS3 / Xbox 360) Konami - Castlevania: Lords of Shadow 2 (PC / PS3 / Xbox 360) - Castlevania: Lords of Shadow – Mirror of Fate (3DS) - New Little King's Story (PS Vita) - Metal Gear Rising: Revengeance (PS3 / Xbox 360) - Silent Hill: Book of Memories (PS Vita) LucasArts - Star Wars 1313 (PC) Microsoft - Fable: The Journey (Xbox 360) - Forza Horizon (Xbox 360) - Gears of War: Judgment (Xbox 360) - Halo 4 (Xbox 360) - Matter (Xbox 360) Namco Bandai - Dragon Ball Z for Kinect (Xbox 360) - Ni no Kuni: Wrath of the White Witch (PS3) - One Piece: Pirate Warriors (PS3) - Star Trek: The Game (PC / PS3 / Xbox 360) - Tekken Tag Tournament 2 (PS3 / Wii U / Xbox 360) Nintendo - Game & Wario (Wii U) - Luigi's Mansion: Dark Moon (3DS) - New Super Mario Bros. 2 (3DS) - New Super Mario Bros. U (Wii U) - Nintendo Land (Wii U) - Paper Mario: Sticker Star (3DS) - Pikmin 3 (Wii U) - Project P-100 (Wii U) - Wii Fit U (Wii U) Sega - Aliens: Colonial Marines (PC / PS3 / Xbox 360) - Hatsune Miku (PS Vita) - Rhythm Thief & the Emperor's Treasure (3DS) - Sonic & All-Stars Racing Transformed (PC / 3DS / PS3 / PS Vita / Wii U / Xbox 360) Sony - Beyond: Two Souls (PS3) - God of War: Ascension (PS3) - PlanetSide 2 (PC) - LittleBigPlanet Karting (PS3) - PlayStation All-Stars Battle Royale (PS3 / PS Vita) - Soul Sacrifice (PS Vita) - Sly Cooper: Thieves in Time (PS3) - The Last of Us (PS3) | Square Enix - Demons' Score (Android / iOS) - Drakerider (Android / iOS) - Final Fantasy Dimensions (Android / iOS) - Heroes of Ruin (3DS) - Hitman: Absolution (PC / PS3 / Xbox 360) - Kingdom Hearts 3D: Dream Drop Distance (3DS) - Quantum Conundrum (PC / PS3 / Xbox 360) - Sleeping Dogs (PC / PS3 / Xbox 360) - Theatrhythm Final Fantasy (3DS) - Tomb Raider (PC / PS3 / Xbox 360) Koei Tecmo - Dead or Alive 5 (PS3 / Xbox 360) THQ - Company of Heroes 2 (PC) - Darksiders II (PC / PS3 / Wii U / Xbox 360) - Metro: Last Light (PC / PS3 / Xbox 360) - South Park: The Stick of Truth (PC / PS3 / Xbox 360) TT Games - Lego Batman 2: DC Super Heroes (3DS / DS / PC / PS3 / PS Vita / Wii / Wii U / Xbox 360) - Lego City Undercover (Wii U) - Lego The Lord of the Rings (3DS / DS / PC / PS3 / PS Vita / Wii / Xbox 360) Ubisoft - Assassin's Creed III (PC / PS3 / Wii U / Xbox 360) - Assassin's Creed III: Liberation (PS Vita) - Far Cry 3 (PC / PS3 / Xbox 360) - Just Dance 4 (PS3 / Wii / Wii U / Xbox 360) - Marvel Avengers: Battle for Earth (Wii U / Xbox 360) - Rayman Legends (Wii U) - ShootMania Storm (PC) - Tom Clancy's Splinter Cell: Blacklist (PC / PS3 / Wii U / Xbox 360) - Watch Dogs (PC / PS3 / Xbox 360) - ZombiU (Wii U) Warner Bros. - F1 2012 (PC / PS3 / Xbox 360) - Guardians of Middle-earth (PS3 / Xbox 360) - Injustice: Gods Among Us (PS3 / Wii U / Xbox 360) - Scribblenauts Unlimited (3DS / Wii U) |

- Nota: Aquesta és l'última aparició a l'E3 de THQ abans de la seva presentació de Bankruptcy.